# دانشگاه ملی مهارت

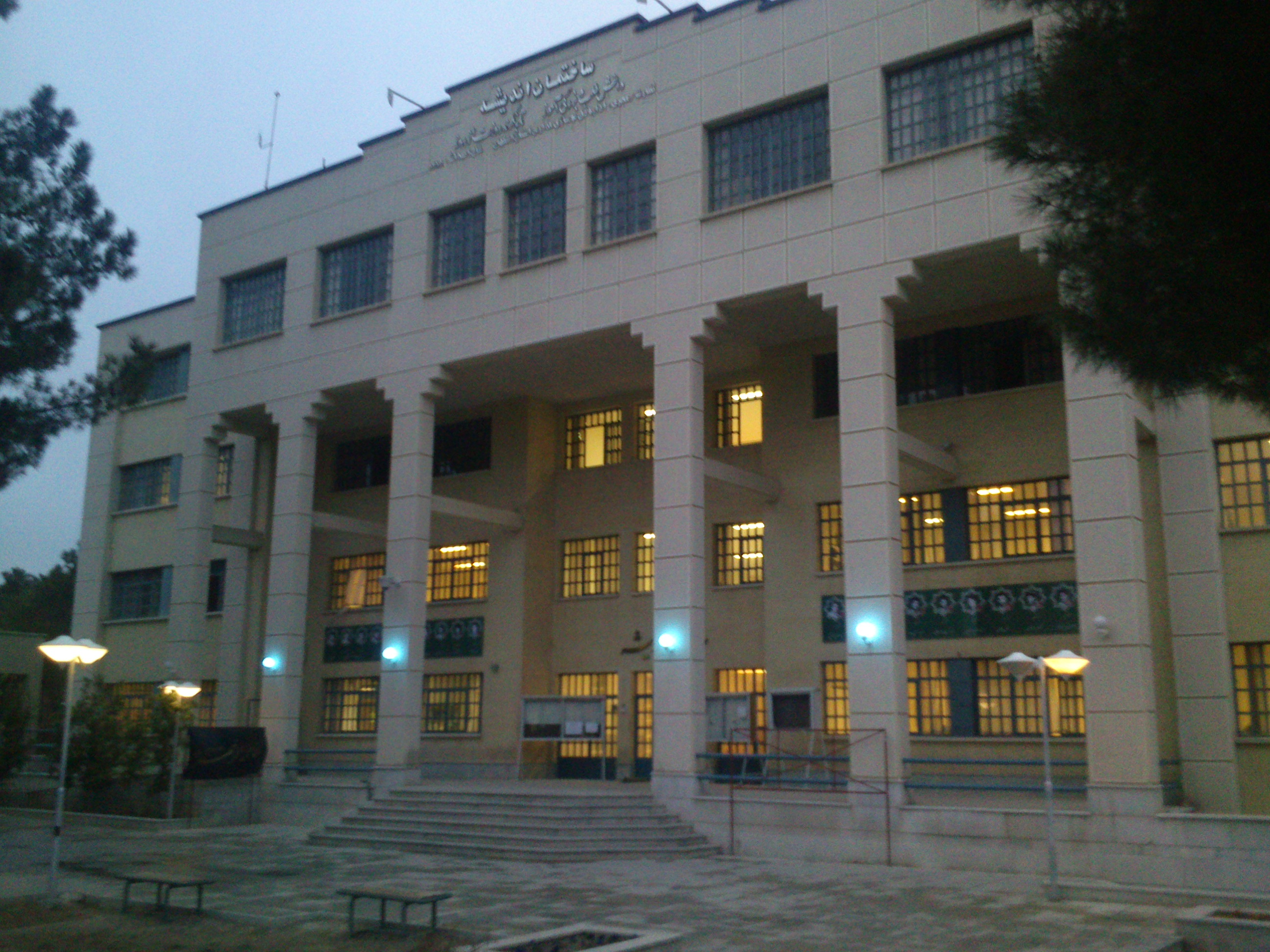
دانشکده فنی مهندسی شهید مهاجر اصفهان

دانشگاه ملی مهارت (با نام پیشین: دانشگاه فنی و حرفه‌ای) یکی از مراکز آموزش عالی از نوع دانشگاه‌های صنعتی تحت نظر وزارت علوم، تحقیقات و فناوری است که وظیفه مدیریت دانشکده‌ها و آموزشکده‌های ملی مهارت سراسر کشور را بر عهده دارد. این دانشگاه با بیش از ۱۷۶ آموزشکده و دانشکده در سطح کشور و بیش از ۱۷۰ هزار دانشجو یکی از بزرگ‌ترین دانشگاه‌های ایران است.

## تاریخچه
این دانشگاه در ابتدا تحت عنوان «مجتمع آموزش عالی پیامبر اعظم» و از زیر مجموعه‌های وزارت آموزش و پرورش بود که در سال ۱۳۹۰ با مصوبه مجلس شورای اسلامی به «دانشگاه فنی و حرفه‌ای» تغییر نام داد و با تمام اختیارات و امکانات به وزارت علوم، تحقیقات و فناوری پیوست.
در سال ۱۴۰۳ نام این دانشگاه به «دانشگاه ملی مهارت» تغییر پیدا کرد.
دانشگاه ملی مهارت دانشجویان خود را از بین دانش آموختگان دوره متوسطه نظام جدید هنرستان‌ها یا شاخه کاردانش یا فارغ‌التحصیلان دورهٔ چهار ساله نظام قدیم هنرستان‌ها انتخاب می‌نماید.
ساختمان مرکزی سازمان دانشگاه ملی مهارت در محل پیشین دانشکده فنی شهید شمسی‌پور واقع در (میدان ونک، خیابان برزیل شرقی، پلاک ۴) قرار دارد.

## سیستم اطلاعات و اتوماسیون
- سامانه بوستان، برای برنامه‌ریزی منابع سازمانی، نمرات، ثبت نام ، انتخاب واحد، پرداخت پول ترم است.[۴]
- برای آموزش از راه دور، سامانه سمیاد moodle CMS مودل سامانه مدیریت یادگیری الکترونیک سیستم اطلاعات LMS دانشجویان دانشگاه است.[۵]
- سامانه سماد(سامانه صبا) ، سیستم اتوماسیون امور تغذیه و خوابگاه
- سیستم ویدیو کنفرانس[۶] ادوبی کانکت - بیگ بلو باتن

## شکل قسمت‌ها
- نمایندگی بیت رهبری در سازمان/دانشگاه
- چارت ساختار سازمان[۷]

|                             |                             |                             |                             |                             |                             |  |  | معاون پژوهش و فناوری |                   |                   |                   |                   |                   |  |  |                                      |                                      |                                      |                                      |                                      |                                      |
|                             |                             |                             |                             |                             |                             |  |  |                      |                   |                   |                   |                   |                   |  |  |                                      |                                      |                                      |                                      |                                      |                                      |
|                             |                             |                             |                             |                             |                             |  |  |                      |                   |                   |                   |                   |                   |  |  |                                      |                                      |                                      |                                      |                                      |                                      |
| مدیر کل دفتر پژوهش و فناوری | مدیر کل دفتر پژوهش و فناوری | مدیر کل دفتر پژوهش و فناوری | مدیر کل دفتر پژوهش و فناوری | مدیر کل دفتر پژوهش و فناوری | مدیر کل دفتر پژوهش و فناوری |  |  | مدیر کل امور فاوا    | مدیر کل امور فاوا | مدیر کل امور فاوا | مدیر کل امور فاوا | مدیر کل امور فاوا | مدیر کل امور فاوا |  |  | رئیس کل مرکز کارآفرینی و ارتباط صنعت | رئیس کل مرکز کارآفرینی و ارتباط صنعت | رئیس کل مرکز کارآفرینی و ارتباط صنعت | رئیس کل مرکز کارآفرینی و ارتباط صنعت | رئیس کل مرکز کارآفرینی و ارتباط صنعت | رئیس کل مرکز کارآفرینی و ارتباط صنعت |
| مدیر کل دفتر پژوهش و فناوری | مدیر کل دفتر پژوهش و فناوری | مدیر کل دفتر پژوهش و فناوری | مدیر کل دفتر پژوهش و فناوری | مدیر کل دفتر پژوهش و فناوری | مدیر کل دفتر پژوهش و فناوری |  |  | مدیر کل امور فاوا    | مدیر کل امور فاوا | مدیر کل امور فاوا | مدیر کل امور فاوا | مدیر کل امور فاوا | مدیر کل امور فاوا |  |  | رئیس کل مرکز کارآفرینی و ارتباط صنعت | رئیس کل مرکز کارآفرینی و ارتباط صنعت | رئیس کل مرکز کارآفرینی و ارتباط صنعت | رئیس کل مرکز کارآفرینی و ارتباط صنعت | رئیس کل مرکز کارآفرینی و ارتباط صنعت | رئیس کل مرکز کارآفرینی و ارتباط صنعت |

### ریاست
۱۳۹۲ - مسعود شفیعی استاد تمام دانشکده مهندسی برق دانشگاه صنعتی امیرکبیر ریاست این دانشگاه را به عهده گرفت.
۱۳۹۶ - ناصر شمس سرپرست دانشگاه ملی مهارت کشور شد. محمد فرهادی وزیر علوم، تحقیقات و فناوری با صدور حکمی ناصر شمس را به سمت سرپرست دانشگاه ملی مهارت منصوب کرد.
در آذر ماه ۱۳۹۶ ابراهیم صالحی عمران به عنوان سرپرست جدید دانشگاه ملی مهارت کشور توسط منصور غلامی، وزیر علوم، تحقیقات و فناوری منصوب شد.
در دی ماه ۱۴۰۰ وزیر علوم، تحقیقات و فناوری با صدور حکمی دکتر «عرفان خسرویان» را به عنوان «سرپرست جدید دانشگاه فنی و حرفه‌ای» منصوب کرد.

## انتقادات
- دو سوم دانشجویان خراسان خوابگاه ندارند.[۱۱]
- عمده استادان حق‌التدریسی هستند.[۱۲]
- متاسفانه تقسیم بودجه درستی بین کارگاه های آموزشی صورت نمی‌گیرد و گاها برخی مسائل خیلی ساده در کارگاه ها و دانشگاه چندین ساله که هنوز حل نشدند!

## سطح
حدود ۱۸۰ دانشکده ملی مهارت در دو سطح کاردانی پیوسته با ۵۴ رشته و کارشناسی ناپیوسته با ۲۶ رشته در استان‌های مختلف کشور زیرمجموعه این دانشگاه است. این دانشکده‌ها در پوشش دولتی اداره می‌شوند.۱۲۸مرکز پسران و ۵۲ مرکز دختران دارد.
۱۷۰۰۰۰ نفر دانشجو دارد.
تعداد ۳۳ رشته:
- مهندسی اجرایی عمران
- کارهای عمومی ساختمان
- عمران
- نقشه‌کشی معماری - معماری
- مهندسی تکنولوژی معماری
- دریانوردی[۱۷]
- متالوژی - ریخته‌گری - ساخت و تولید
- مکانیک اتومبیل
- نرم‌افزار
- حسابداری- علوم انسانی
- گرافیک
- صنایع شیمیایی - صنایع چوب - برق و…

## جدول فهرست آموزشکده‌ها و رشته‌ها
| نام دانشگاه                                             | نشانی وبگاه                                                                                  | مختصات محل | سال تأسیس | تعداد دانشجو | رشته‌ها | توضیحات |  |
| دانشکده فنی شهید شمسی‌پور                                | بایگانی‌شده در ۳ سپتامبر ۲۰۱۵ توسط کتابخانه کنگره بایگانی‌های اینترنت                          | تهران      | ۱۳۴۳      | ۵۵۰۰ نفر     | حسابداری، الکترونیک، کامپیوتر، ICT، برق، فناوری اطلاعات | این دانشکده در مقاطع دانشگاهی کاردانی پیوسته و کارشناسی ناپیوسته در رشته‌های مذکور دانشجو می‌پذیرد. پذیرش دانشجو در این دانشکده از سال ۱۳۸۴ تاکنون، فقط از بین پسران می‌باشد.    |  |
| دانشکده فنی انقلاب اسلامی                               |                                                                                              | تهران      | ۱۳۶۷      | ۵٬۴۶۰        | مکانیک خودرو، جوشکاری، متالوژی، ماشین ابزار، صنایع چوب و … | |  |
| دانشکده فنی دختران الزهرا                               |                                                                                              | شیراز      | ۱۳۷۴      | ۲۲۵۴         | طراحی لباس، انیمیشن، گرافیک، مهندسی معماری، هتل داری، نرم‌افزار، صنایع شیمی، طراحی دوخت، تربیت کودک، نقاشی | |  |
| دانشکده فنی امام خمینی (ره) سبزوار                      | [ پیوند مرده ]                                                                               | سبزوار     | ۱۳۷۸      | ۱۵۰۰         | الکترونیک، کامپیوتر، برق صنعتی، تأسیسات الکتریکی، تعمیر و نگهداری ماشین‌های الکتریکی، امور اداری، حسابداری، مکانیک خودرو، کارهای عمومی ساختمان، اجرای ساختمان‌های بتنی، معماری، ساخت و تولید و نقشه‌کشی صنعتی | در این دانشکده دوره‌های کارشناسی رشته‌های مهندسی تکنولوژی نرم‌افزار، مهندسی تکنولوژی الکترونیک، مهندسی تکنولوژی برق - قدرت و مهندسی اجرایی ساختمان نیز ارائه می‌شود.              |  |
| دانشکده فنی و حرفه‌ای دختران شریعتی                      |                                                                                              | تهران      | ۱۳۶۱      | ۵۶۶۱         | فنی، علوم اداری، کشاورزی، هنر، معماری، طراحی پارچه و لباس، تربیت بدنی | |  |
| دانشکده فنی و حرفه‌ای دختران قدسیه ساری                  |                                                                                              | ساری       | ۱۳۶۴      | ۲۲۰۰         | طراحی دوخت، الکترونیک، کامپیوتر، هنر، معماری، گرافیک | |  |
| دانشکده فنی و حرفه‌ای قزوین                              | https://web.archive.org/web/20190328092417/https://p-qazvin.tvu.ac.ir/                       | قزوین      | ۱۳۷۱      | ۲۱۰۰         | الکترونیک، الکتروتکنیک، مکانیک، کامپیوتر، متالوژی، حسابداری | |  |
| دانشکده فنی شهید بهشتی کرج                              |                                                                                              | کرج        | ۱۳۷۴      |              | معماری، گرافیک، مکانیک، کامپیوتر، حسابداری | کرج - عظیمیه - بلوار طالقانی شمالی - روبروی دادگستری - آموزشکده فنی وحرفه‌ای شهید بهشتی کرج                                                                                    |  |
| دانشکده فنی سروش اصفهان                                 |                                                                                              | اصفهان     | ۱۳۷۳      |              | حسابداری، صنایع شیمیایی، برق صنعتی، قالب سازی، صنایع چوب و کاغذ، گرافیگ، کامپیوتر، صنایع دستی | |  |
| دانشکده فنی شهید مهاجر                                  |                                                                                              | اصفهان     | ۱۳۴۶      |              | حسابداری، تربیت بدنی، برق، عمران، مکانیک | |  |
| دانشکده فنی و حرفه‌ای شهید باهنر                         |                                                                                              | شیراز      | ۱۳۵۸      | ۵۱۷۹         | الکترونیک، برق، نرم‌افزار کامپیوتر، عمران، معماری، حسابداری، فناوری اطلاعات | این دانشکده در مقاطع دانشگاهی کاردانی و کارشناسی ناپیوسته در رشته‌های مذکور دانشجو می‌پذیرد.                                                                                    |  |
| دانشکده فنی شماره یک تبریز                              |                                                                                              | تبریز      | ۱۳۵۶      | ۲۵۰۰         | برق صنعتی، تأسیسات الکتریکی، الکترونیک عمومی، نرم‌افزار کامپیوتر، کنترل و ابزار دقیق، گرافیک، حسابداری، ارتباطات تصویری، مکانیک خودرو، تعمیر و نگهداری خودرو، قالب سازی، ماشین ابزار، صنایع چوب، سازه‌های چوبی، جوشکاری، ریخته‌گری، مدل‌سازی، نقشه‌کشی صنعتی، تأسیسات حرارتی، صنایع نساجی، صنایع شیمیایی، عمران، معماری، نقشه‌برداری | |  |
| دانشکده فنی منتظری مشهد                                 |                                                                                              | مشهد       | ۱۳۴۶      | ۴۰۰۰         | تربیت بدنی، حسابداری، عمران، معماری، نقشه‌کشی، تأسیسات حرارتی و برودتی، برق قدرت، مکانیک خودرو، ساخت و تولید، تعمیر و نگهداری خودرو، تکنولوژی راهسازی و… | |  |
| دانشکده فنی شهید چمران کرمان                            |                                                                                              | کرمان      | ۱۳۴۸      | ۱۹۰۰۰        | الکترونیک، حسابداری، تربیت بدنی، کامپیوتر، ساختمان، تأسیسات، صنایع اتوموبیل، برق قدرت، ماشین ابزار، تأسیسات حرارتی، کارهای عمومی ساختمان، عمران روستایی، زیرسازی راه | این دانشکده در مقاطع دانشگاهی کاردانی پیوسته و کارشناسی ناپیوسته در رشته‌های مذکور دانشجو می‌پذیرد.                                                                             |  |
| دانشکده فنی پسرانه خوارزمی ملایر                        |                                                                                              | ملایر      | ۱۳۸۲      | ۱۱۵۰         | کامپیوتر (نرم‌افزار و آی تی)، مکانیک (مکانیک خودرو و خدمات پس از فروش)، الکتروتکنیک (برق قدرت و تأسیسات الکتریکی و آسانسور و پله برقی) | این دانشکده در مقاطع دانشگاهی کاردانی پیوسته در رشته‌های مذکور دانشجو می‌پذیرد؛ و در مقطع کارشناسی فقط رشته مکانیک دانشجو می‌پذیرد.                                              |  |
| دانشکده فنی شهید جباریان همدان                          |                                                                                              | همدان      | ۱۳۴۳      | ۱۱۰۳         | برق، الکترونیک، صنایع چوب،IT,ICT، مکانیک خودرو | این دانشکده در مقاطع دانشگاهی کاردانی پیوسته تمامی رشته‌های مذکور را دارا می‌باشد و در رشته‌های برق و الکترونیک کاربردی و سازه‌های چوبی در مقطع کارشناسی ناپیوسته دانشجو می‌پذیرد. |  |
| دانشکده فنی شهید صدوقی یزد                              |                                                                                              | یزد        | ۱۳--      | ----         | مهندسی معماری، مهندسی متالورژی، مهندسی طراحی صنعتی، مهندسی برق صنعتی، حسابداری، مهندسی برق و تأسیسات گرایش برق، مهندسی مکانیک، مهندسی نقشه‌کشی و… | این دانشکده در مقاطع دانشگاهی کاردانی پیوسته و کارشناسی ناپیوسته در رشته‌های مذکور دانشجو می‌پذیرد.                                                                             |  |
| دانشکده فنی و حرفه‌ای پسران شهرکرد                       | بایگانی‌شده در ۱۷ ژوئن ۲۰۱۸ توسط Wayback Machine                                              | شهرکرد     | ۱۳--      | ----         | کامپیوتر - الکترونیک - برق - عمران - نقشه‌کشی- حسابداری و … | این دانشکده در مقاطع دانشگاهی کاردانی پیوسته و کارشناسی ناپیوسته در رشته‌های مذکور دانشجو می‌پذیرد.                                                                             |  |
| آموزشکده فنی پسران قم                                   | بایگانی‌شده در ۲۷ ژوئیه ۲۰۱۸ توسط Wayback Machine                                             | قم         | ۱۳۵۷      | ۱۳۰۰         | (نا پیوسته) مهندسی الکترونیک، مهندسی برق، مهندسی اجرایی عمرانی، (پیوسته) گرافیک، معماری، کامپیوتر، ساخت و تولید، حسابداری بازرگانی، مکانیک خودرو، ساختمان، الکتروتکنیک، الکترونیک | |  |
| دانشکده فنی امام علی (ع) کردکوی                         |                                                                                              | کردکوی     |           |              | الکترونیک، ساختمان، حسابداری | |  |
| دانشکده فنی امام محمد باقر ساری                         |                                                                                              | ساری       | ۱۳۴۴      |              | معماری، عمران، مکانیک، نساجی، برق، کامپیوتر، حسابداری، تربیت بدنی، صنایع شیمیایی | |  |
| دانشکده فنی شماره ۲ ساری                                |                                                                                              | ساری       |           |              | الکترونیک، برق صنعتی، حسابداری، صنایع چوب، گرافیک، متالورژی، مکانیک خودرو | |  |
| دانشکده فنی امیرکبیر اراک                               |                                                                                              | اراک       |           |              | مهندسی برق قدرت، کاردانی برق، ساخت تولید، مکانیک، مهندسی کامپیوتر، مهندسی تکنولوژی کنترل ابزار دقیق، عمران، ساختمان | |  |
| دانشکده فنی و حرفه ای شماره ۲ شهید قاضی طباطبایی ارومیه |                                                                                              | ارومیه     | ۱۳۴۹      | ۴۰۰۰         | عمران. معماری. نقشه‌برداری. کامپیوتر. حسابداری. برق صنعتی. الکترونیک. جوشکاری. ساخت و تولید. صنایع فلزی. فناوری اطلاعات. تعمیر و نصب آسانسور. | این دانشکده در مقاطع دانشگاهی کاردانی پیوسته و کارشناسی ناپیوسته در رشته‌های مذکور دانشجو می‌پذیرد.                                                                             |  |
| دانشکده فنی حرفه ای شماره دو شهید بهشتی ارومیه          |                                                                                              | ارومیه     |           |              | نرم‌افزار، گرافیک، مکانیک، تأسیسات، قنتیع شیمیایی | |  |
| دانشکده فنی . حرفه‌ای الزهرا(س) مشهد                     |                                                                                              | مشهد       |           |              | صنایع شیمیایی، معماری، گرافیک، حسابداری، طراحی دوخت، تربیت بدنی | |  |
| آموزشکده فنی و حرفه‌ای خمین                              |                                                                                              | خمین       | ۱۳۸۴      |              | کاردانی برق صنعتی، کاردانی الکترونیک عمومی، کاردانی مکانیزاسیون کشاورز | |  |
| آموزشکده کشاورزی پسران کرمان (رضوان)                    | [۲۵]                                                                                         | کرمان      | ۱۳۷۲      |              | مهندسی تولیدات گیاهی (گرایش باغبانی- گرایش زراعت) مهندسی تولیدات دامی کاردانی تکنولوژی امور دام کاردانی تکنولوژی گیاهپزشکی کاردانی مکانیک ماشینهای کشاورزی کاردانی مکانیزاسیون کشاورزی کاردانی تولیدات زراعی-کاردانی تولیدات باغی                                                                                              | |  |
| دانشکده فنی و حرفه ای محمودآباد                         | وبسایتhttp://dfm.tvu.ac.ir تلگرام:dfmnews شماره تماس: ۴–۰۱۱۴۴۷۴۸۸۴۱ تاریخ انتشار: ۱۴۰۰/۰۵/۲۸ | محمودآباد  | ۱۳۷۶      | ۱۶۰۰         | کاردانی: مکانیک موتورهای دریایی- ناوبری - معماری - حرارت مرکزی و تهویه مطبوع - کامپیوتر - حسابداری - تربیت بدنی - الکترونیک - الکتروتکنیک کارشناسی ناپیوسته: حسابداری - کامپیوتر - مدیریت ورزشی - مربیگری ورزشی - معماری - الکترونیک - برق قدرت کارشناسی پیوسته: مهندسی حرفه ای معماری مهندسی حرفه ای کامپیوتر                 | مازندران - محمودآباد - خیابان آزادی - بلوار شهدای نفتکش - دانشکده فنی و حرفه ای پسران محمودآباد                                                                               |  |
| آموزشکده علامه حسن‌زاده آملی                             | https://p-amol.tvu.ac.ir/                                                                    | آمل        | ۱۳۸۸      |              | کاردانی :مکانیک خودرو، مکانیک صنایع-ماشین آلات صنایع، الکترونیک، ساخت و تولید، معماری داخلی کارشناسی: مکانیک خودرو، قالب‌سازی، الکترونیک، معماری. | |  |